# مارك فوكس (لاعب كرة قدم)
مارك فوكس (بالإنجليزية: Mark Fox)‏ هو لاعب كرة قدم بريطاني، ولد في 17 نوفمبر 1975 في باسينجستوك في المملكة المتحدة. لعب مع برايتون أند هوف ألبيون.